# 南山北站
南山北站，位于中华人民共和国海南省三亚市崖州区，是海南西环铁路上的火车站，2017年1月20日开通客运业务，由广州局集团管辖。

## 歷史
- 2017年1月20日开通客运业务。

## 車站周邊
- 南山文化旅游区

## 外部連結
- 中国铁路客户服务中心（页面存档备份，存于）